# Christopher Gordon
Pour les articles homonymes, voir Gordon.
Christopher Gordon est un compositeur anglais de musiques de films. 
Il est notamment connu pour avoir cocomposé et orchestré la bande originale de Master and Commander : De l'autre côté du monde. Il a également été proposé en 2003 pour un Emmy Awards pour la bande originale du téléfilm Salem.